# Macrodactylus tenuilineatus
Macrodactylus tenuilineatus är en skalbaggsart som beskrevs av Guérin-Méneville 1843. Macrodactylus tenuilineatus ingår i släktet Macrodactylus och familjen Melolonthidae. Inga underarter finns listade i Catalogue of Life.